# Sint-Stefanuskerk (Oppem)

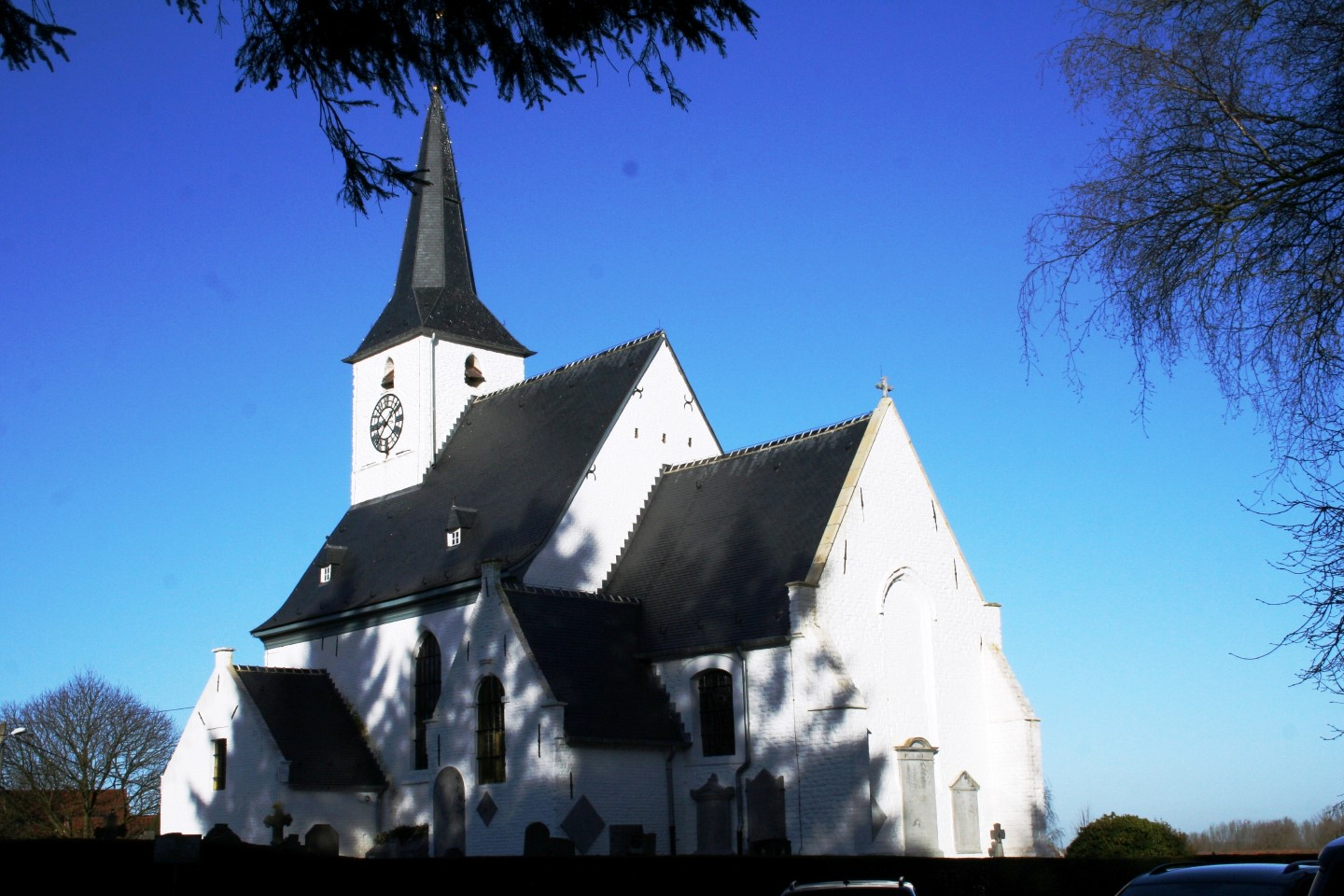
Sint-Stefanuskerk

De Sint-Stefanuskerk is de parochiekerk van de tot de Vlaams-Brabantse gemeente Meise behorende plaats Oppem, gelegen aan de Oppemkerkstraat 1.

## Geschiedenis
Er zou in de 9e eeuw al een hofkerkje, gewijd aan Sint-Stefanus, hebben bestaan, verbonden aan het Hof te Oppem, zetel van de heren van Oppem. Later werd de kerk een filiaalkerk van de parochie van Meise. Het patronaatsrecht behoorde toe aan de Abdij van Grimbergen. Pas in 1826 werd Oppem een zelfstandige parochie.
Van de huidige kerk werden omstreeks 1500 het koor en de toren gebouwd. Het schip en de sacristie zijn van 1681. Van de voorganger van deze kerk zijn geeb gegevens bekend.
In 2012-2013 werd de kerk gerestaureerd. In 2014 werd het interieur onderzocht en werden laatmiddeleeuwse muurschilderingen ontdekt. Deze werden in 2015 gerestaureerd.

## Gebouw
Het betreft een zaalkerk met ingebouwde westtoren. Het koor is lager en smaller dan het schip. De westgevel toont classicistische stijlelementen.

## Interieur
Een groot deel van het kerkmeubilair is uit de 2e helft van de 18e eeuw. Het hoofdaltaar heeft een afbeelding van Sint-Stefanus. De zijaltaren zijn gewijd aan Sint-Cornelius en aan Onze-Lieve-Vrouw. Communiebank, preekstoel en biechtstoel zijn van 1768. Het orgel werd in 1831 geplaatst en werd vervaardigd door Antoine Coppin. In de kerkvloer vindt men 17e-eeuwse en 18e-eeuwse grafstenen.
De laatmiddeleeuwse muurschilderingen verbeelden heiligen als Sint-Christoffel, Sint-Hubertus, Sint-Adrianus, Sint-Gillis, Sint-Catharina en Sint-Sebastiaan en Sint-Victor.